# مدرسه رشدیه

### مدرسه رشدیه
مدرسه رشدیه یکی از نخستین مدارس نوین در ایران است که توسط میرزا حسن رشدیه، از پیشگامان آموزش مدرن در ایران، در تبریز تأسیس شد. این مدرسه به‌عنوان بخشی از تلاش‌های وی برای توسعه سیستم آموزش جدید به جای مکتب‌خانه‌های سنتی، نقطه عطفی در تاریخ آموزش ایران محسوب می‌شود. میرزا حسن رشدیه پس از آشنایی با نظام آموزشی جدید در امپراتوری عثمانی و تلاش‌های مستمر برای پیاده‌سازی آن در ایران، توانست اولین مدرسه به سبک نوین خود را راه‌اندازی کند. این مدرسه به مرور زمان تبدیل به الگویی برای دیگر مدارس مدرن در سراسر کشور شد.

### تاریخچه تأسیس
اولین بنای مدرسه رشدیه در سال ۱۳۰۵ قمری (برابر با ۱۲۶۷ خورشیدی) در کوی ششگلان تبریز بنا شد. این اقدام، با وجود مخالفت‌های برخی از افراد سنت‌گرا و حتی تهدیدات علیه جان میرزا حسن رشدیه، تأثیر بسیار مهمی در توسعه نظام آموزشی نوین ایران داشت. رشدیه با تأسیس این مدرسه، سیستم آموزشی مدرن را که شامل میز و نیمکت، تخته‌سیاه، و روش‌های تدریس جدید بود، به ایران آورد.
با این حال، به دلیل فشارهای اجتماعی و تهدیدات مکرر، مدرسه رشدیه بارها دچار حمله و تخریب شد. در سال ۱۳۱۱ قمری (برابر با ۱۲۷۳ خورشیدی)، اولین مدرسه در کوی ششگلان تخریب شد و رشدیه مجبور شد مدرسه دیگری را در کوی جبه‌خانه بنا کند.

### انتقال به مکان جدید
در سال ۱۳۲۹ قمری (برابر با ۱۲۸۹ خورشیدی)، مدرسه رشدیه به محل کنونی خود در خیابان ارتش جنوبی تبریز (که قبلاً به نام شاهپور جنوبی شناخته می‌شد) منتقل شد. این مکان جدید در همسایگی ساختمان مرکز اسناد شمال غرب قرار دارد و تاکنون باقی مانده‌است. این انتقال به دلیل نیاز به فضای بهتر و مناسب‌تر برای تعداد بیشتری از دانش‌آموزان و همچنین کاهش تهدیدات و مشکلات مدرسه در مکان قبلی انجام شد.

### نقش میرزا حسن رشدیه
میرزا حسن رشدیه (۱۲۳۰-۱۳۲۳ قمری / ۱۸۵۱-۱۹۰۵ میلادی)، بنیان‌گذار این مدرسه، یکی از پیشگامان بزرگ نظام آموزشی نوین ایران بود. او پس از سفر به امپراتوری عثمانی و آشنایی با روش‌های جدید آموزشی، با مشکلات و موانع فراوان، نظام مکتب‌خانه‌ای سنتی ایران را به چالش کشید و تلاش کرد تا اصلاحات آموزشی را پیاده کند. وی با استفاده از روش‌های تدریس پیشرفته و تمرکز بر آموزش همگانی و رایگان، پایه‌گذار مدارس نوین در ایران شد.
رشدیه با وجود مخالفت‌ها، توانست اصولی نوین همچون استفاده از تخته‌سیاه، تقسیم دروس به مقاطع، و تشویق به حضور دختران در مدارس را ترویج دهد. وی همچنین تلاش کرد تا موانع مالی را از پیش پای دانش‌آموزان برداشته و امکانات آموزشی را برای همه افراد جامعه، به‌ویژه کودکان طبقات پایین جامعه، فراهم کند.

### ثبت در فهرست آثار ملی
مدرسه رشدیه در تاریخ ۷ مهر ۱۳۸۱ خورشیدی به شماره ۶۳۹۸ در فهرست آثار ملی ایران به ثبت رسید. این ثبت به منظور حفاظت از یکی از مهم‌ترین نهادهای آموزشی ایران و بزرگداشت نقشی که میرزا حسن رشدیه در تاریخ آموزش ایران ایفا کرد، انجام شده‌است.

### تأثیر مدرسه رشدیه
مدرسه رشدیه الگویی برای تأسیس مدارس نوین در سراسر ایران شد و به تدریج سیستم آموزشی سنتی ایران را به سمت مدرن‌سازی سوق داد. تلاش‌های رشدیه نه‌تنها به تأسیس مدارس جدید در شهرهای دیگر ایران کمک کرد، بلکه اصلاحات اساسی در شیوه‌های آموزش و پرورش در کشور به وجود آورد. این مدارس بعدها به الگویی برای تأسیس مدارس دولتی و خصوصی در مناطق مختلف ایران تبدیل شدند و باعث ارتقای سطح سواد و دانش عمومی جامعه ایرانی شدند.

تندیس رشدیه که توسط میراث فرهنگی، صنایع دستی و گردشگری آذربایجان شرقی در داخل حیاط مدرسه گذاشته شده‌است.